# Chakin

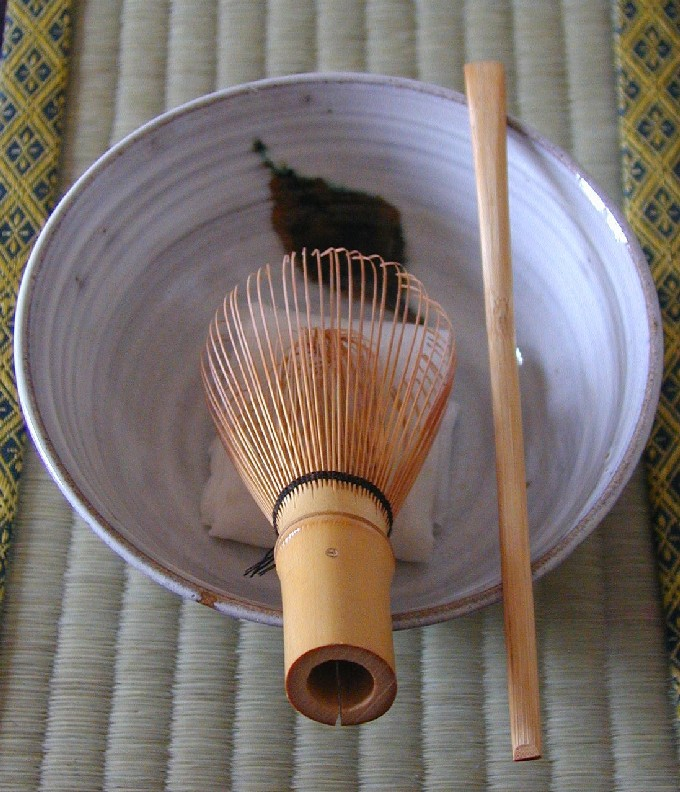
Chawan, (茶碗) la tazza al cui interno è stato posto il chakin, (茶巾) la piccola pezza bianca di lino utilizzata per asciugare la tazza dopo averla lavata. Sopra questa vi è il chasen (茶筅), il frullino in bambù per mescolare il tè in polvere con l'acqua bollente.

Il Chakin (茶巾) è un piccolo tovagliolo utilizzato nel Cha no yu per asciugare la tazza (chawan 茶碗) dopo il suo lavaggio. Esso si compone di una piccola pezza bianca di lino lunga 30 centimetri e larga 12,5 centimetri. Dopo la sua cucitura lungo il bordo (mezzo centimetro per parte) la sua larghezza si riduce a 11,5 centimetri. Prima del suo utilizzo, effettuato per mezzo di precisi gesti cerimoniali atti a manifestare la presenza mentale dell'ospite della cerimonia, questa pezza viene piegata in terzi e poi a metà. 